# Marcello Bartolucci
Marcello Bartolucci (Bastia Umbra, província de Perugia, 9 de abril de 1944) é um clérigo italiano e arcebispo emérito da Igreja Católica Romana.

## Biografia
Marcello Bartolucci estudou teologia e filosofia católica no Seminário Regional da Úmbria e recebeu o Sacramento da Ordem em 9 de novembro de 1968 do Bispo de Assis, Giuseppe Placido M. Nicolini, OSB. Ele então recebeu seu PhD da Pontifícia Universidade Lateranense e um diploma em catequese. Ele também obteve uma licenciatura em direito canônico pela Pontifícia Universidade de São Tomás de Aquino.
Em seguida, trabalhou em várias paróquias como pároco, primeiro como capelão e depois como pároco. Ele também deu instrução religiosa em várias escolas estaduais.
Em 1977 entrou para o serviço da Congregação para as Causas dos Santos e trabalhou inicialmente no departamento jurídico. Em 7 de janeiro de 1983, o Papa João Paulo II concedeu-lhe o título honorário de Capelão de Sua Santidade (Monsenhor) e em 16 de fevereiro de 1993, o título de Prelado Honorário de Sua Santidade.
Por mais de 20 anos foi responsável pelos textos latinos e italianos dos decretos sobre a virtude heroica, sobre o martírio e sobre os milagres, publicados na Acta Apostolicae Sedis como parte do processo de canonização. Foi também secretário da comissão para a revisão do rito da celebração da beatificação.
Em 14 de junho de 2007, o Papa Bento XVI o nomeou Subsecretário da Congregação para as Causas dos Santos. Em 29 de dezembro de 2010 foi finalmente nomeado arcebispo titular de Mevania e secretário deste dicastério. Bento XVI deu-lhe a consagração episcopal em 5 de fevereiro de 2011 na Basílica de São Pedro; os co-consagradores foram o Cardeal Angelo Sodano e o Cardeal Secretário de Estado Tarcisio Bertone SDB.
Monsenhor Bartolucci foi confirmado em seu cargo de secretário pelo Papa Francisco em 19 de dezembro de 2013.

Em 18 de janeiro de 2021, o Papa Francisco aceitou a renúncia de Marcello Bartolucci por motivos de idade e nomeou Fabio Fabene como novo secretário.